# For Mahalia, with Love
For Mahalia, with Love ist ein Jazzalbum von James Brandon Lewis & Red Lily Quintet, gewidmet der Musik der Gospelsängerin Mahalia Jackson. Die um 2022 in den Skyline Studios, New Jersey entstandenen Aufnahmen erschienen am 8. September 2023 auf Whit Dickeys Label TAO Forms.

## Hintergrund
James Brandon Lewis nahm nach Jesup Wagon (2021) ein weiteres Album auf, das einer historischen Person gewidmet ist. Es entstand mit William Parker am Kontrabass, Chad Taylor am Schlagzeug, Kirk Knuffke am Kornett und Chris Hoffman am Cello.
Gefördert von seiner Großmutter, die Mahalia Jacksons Gesang mochte, lebte Lewis mit ihrer Musik. Viel mehr als eine Hommage sei dieses Werk laut Lewis „eigentlich ein Dreiergespräch zwischen Mahalia, meiner Großmutter und mir.“ Die Herausforderung für den Saxophonisten und Bandleader bestand darin, diese Lieder in Jazz umzuwandeln und damit in die musikalische Vielfalt des 21. Jahrhunderts.
Die Kompositionens sind weitgehend Traditionals, Gospel-Songs, die durch Jackson berühmt wurden, „Swing Low“, „Go Down Moses“, „Wade in the Water“, „Calvary“, „Deep River“. „Elijah Rock“, „Were You There“ und „Precious Lord“, arrangiert wurden sie von James Brandon Lewis. Das „Sparrow“-Medley basiert auf „His Eye Is on the Sparrow“ von Charles H. Gabriel/Civilla D. Martin und „Even the Sparrow“, komponiert von James Brandon Lewis. „Precious Lord“ stammt von Thomas A. Dorsey.

## Titelliste
- James Brandon Lewis & Red Lily Quintet: For Mahalia, with Love (TAO Forms TAO-13)[2]

1. Sparrow
2. Swing Low
3. Go Down Moses
4. Wade in the Water
5. Calvary
6. Deep River
7. Elijah Rock
8. Were You There
9. Precious Lord

## Rezeption
Dieses bemerkenswerte Album sei viel mehr als eine Hommage, es sei ein Gespräch mit Mahalia Jackson, in dem der Bandleader Melodien aus ihrer Stimme spinne, die durch die unglaubliche Kraft und Empathie des Red Lily Quintetts noch verstärkt würden: Die Herausforderung habe darin bestanden, diese Lieder in Jazz umzuwandeln, die Spielart des 21. Jahrhunderts, hieß es in The Urban Music Scene. Und hier seien nicht nur die Sensibilitäten von Lewis ins Spiel gekommen, sondern auch die der Band. Das Ganze basiere auf den inspirierten Interpretationen von Lewis, die die Melodien von Mahalias ursprünglichen Nummern brechen und wieder zusammensetzen und es ermöglichen, die Seele, die Tränen, die Freude und die Hingabe, die sie hervorgebracht hat, in einem völlig neuen Kontext zu hören.
Rolf Thomas stellt in Jazz thing fest, dass die interpretierten Gospelsongs „von den fünf beinharten Avantgardisten“ immer wieder aufgebrochen werden; sie würden „zur Explosion gebracht und oft ins improvisatorische Nirgendwo geleitet.“ For Mahalia, with Love sei ein Album „mit einigen Höhen und wenigen Tiefen.“
Der Tenorsaxophonist befinde sich auf einem erstaunlichen kreativen Weg, meint Dave Sumner (Daily Bandcamp), und diese Session sei repräsentativ für die Mischung aus Kraft und Lyrik, die die Musik von JBL auszeichne. Konzeptionell handle es sich hierbei um eine Überarbeitung der Musik der Gospel-Legende Mahalia Jackson; in der Anwendung ist dies „der Klang roher Magie“ am Werk.
Dave Sumner zählte es schließlich zu den besten Jazzalben des Jahres; James Brandon Lewis und sein Red Lily Quintet hätten ihr ganzes Herzblut in die Überarbeitung der Originale gelegt, aber auch eine eigene Willenskraft verliehen. Diese Magie habe die Kraft, Berge zu versetzen, und löse bei den Sternen großes Staunen aus.